# 张林春
张林春（1944年10月—），男，汉族，江苏东海人，中华人民共和国政治人物，二级大法官，曾任贵州省高级人民法院院长，第十届全国人大代表。